# Wybory parlamentarne w Dżibuti w 2003 roku
Wybory parlamentarne w Dżibuti odbyły się 10 stycznia 2003 roku. Zwyciężyła w nich koalicja partii Unia na rzecz Większości Prezydenckiej (UMP), która zdobyła 62,73% głosów i wszystkie mandaty w Zgromadzeniu Narodowym. Druga była koalicja partii Unia na rzecz Demokratycznej Zmiany, która uzyskała 37,27% głosów. Frekwencja wyborcza wyniosła 48,42%.

## Wyniki
| Nazwa partii                                 | Głosy  | Procent | Mandaty | +/- |
| -------------------------------------------- | ------ | ------- | ------- | --- |
| Unia na rzecz Większości Prezydenckiej (UMP) | 53 293 | 62,73%  | 65      | -   |
| Unia na rzecz Demokratycznej Zmiany (UAD)    | 31 660 | 37,27%  | 0       | -   |
| głosy nieważne                               | 1 529  | 1,77%   |         |     |
| SUMA (frekwencja 48,42%)                     | 86 482 | 100,00% | 65      |     |